# Давтян, Паруйр Рудольфович
Паруйр Рудольфович Давтян (род. 29 февраля 1976, Гюмри, Армения) — художник, автор перформансов и инсталляций, коллекционер. Занимает 27-е место в топ-50 самых влиятельных фигур в российском искусстве 2018 года по версии издания «Артдгид». Самый молодой представитель аналитической ветви Московского концептуализма. Участник художественных объединений «Эдельвейс», «Царь горы» и «Купидон».

## Биография
Родился в 1976 году в городе Ленинакан (ныне Гюмри, Армения) в семье художника-живописца. В 2010 году окончил Институт проблем современного искусства. Художника причисляют к аналитической ветке Московского концептуализма, хотя сам Паруйр не спешит говорить о себе, как о представителе определённого направления. Является постоянным участником творческих объединений, где работает совместно с Юрием Альбертом, Виктором Скерсисом и Андреем Филипповым. В составе арт-группы «Купидон» Паруйр занимается созданием тотальных инсталляций, в артеле «Эдельвейс» — перформансами, или точнее, как говорит сам художник — деятельностью, разбитой на действия. А в группе «Царь горы» создает живописные работы.
Персональные выставки художника прошли в ЦТИ «Фабрика», галерее Osnova и Государственном музее архитектуры им. Щусева. Участник групповых выставок в Мультимедиа Арт Музее и ММОМА.
В 2015 году в рамках 6-й Московской Биеннале Современного Искусства художник представил свой проект «Что есть искусство?». На площадках Биеннале были установлены автоматы с конфетами, внутри которых также находились высказывания известных деятелей культуры о современном искусстве. Такую конфету любой желающий мог приобрести за 10 рублей, а все собранные деньги пошли на образовательные программы в Института проблем современного искусства. Изначально проект задумывался, как критика музейных институций.
В 2018 году работы из серии «Элементарии» были представлены на международной ярмарке современного искусства Cosmoscow. Директор Мультимедиа Арт Музея и искусствовед Ольга Свиблова призналась, что давно является поклонником творчества Паруйра Давтяна и приобрела одну из представленных работ для собственной коллекции. «На самом деле, это шедевры, которые стоят копейки, потому что 1200 евро для художника, который завтра будет стоить бесконечно. Во-первых, он с невероятным потенциалом и „серьезно“ живёт в искусстве. Все время делает новые серии. Я верю в Паруйр Давтяна, я счастлива и считаю, что умные люди покупают молодых художников, когда они ничего не стоят», — отметила Ольга Львовна.
Работы художника находятся в собраниях Мультимедиа Арт Музея, Музея современного искусства «Гараж», Центра современного искусства «Сияние» и частных коллекциях.

## Творчество
Объектом творчества Давтяна является само искусство, которое он исследует и переосмысляет. Живописные работы художника отсылают к импрессионизму, маньеризму и абстракции, не оставляя возможности дать им точное определение. Перед зрителем предстают гибридные и переходные формы — туманные, но в то же время узнаваемые образы. Как в персональных практиках, так и в составе арт-групп Паруйр Давтян играет роль исследователя. Сталкивая, оспаривая и переплетая теории искусства, художник задается вопросом о том, что же все-таки есть само искусство.

### Абстрактная серия
В данной серии представлены крупномасштабные абстрактные живописные работы. Сам художник говорит о ней, как о некой теории объединяющей текстовое, нарративное, концептуальное и цветоформенное искусство. Уходя корнями в инфорализм и концептуализацию бесформенного, Давтян развивает идею драматического совмещения несовместимого. В живописной серии предметное и абстрактное, уникальное и тиражное, индексальное и символическое виды искусства сталкиваются и оспаривают друг друга. В результате этого процесса рождаются гибридные и переходные формы — странные, но при этом узнаваемые образы.

### Серия «Элементарии» из проекта «Сад внутренних камней»
В этом проекте художник обращается к пространственной модели сада, где в неустранимом противоречии сосуществуют реальное и идеальное, естественное и искусственное, истина и вымысел, праздность и усердие. Сад представляет собой пример замкнутого пространства, характерного для практики группы «Купидон», у которой ранее, среди прочего, фигурировали кабинет станционного смотрителя, переговорные кабины и избы.
В виде гербария растения — «элементарии» совмещены с образами, возникшими в процессе коллективного творчества и реализованными в проектах арт-групп «Эдельвейс», «Купидон» и «Царь горы».

## Эдельвейс
Творческое объединение «Эдельвейс» было основано 2011 году. Его целью является теоретическое и экспериментальное исследование морфологии и процессов искусства. В составе группы художники занимаются созданием перформансов.
В 2011 году в Мультимедиа Арт Музее участники арт-группы показали первое явление серии «Оранжерея» — «Виктория Регия». В том же году вошли в шорт-лист Премии Кандинского с перформансом «Чайная Роза». В 2014 году состав группы выступил на открытии Премии Кандинского в ЦДХ с перформансом «Настурция».

## Купидон
Артель «Купидон» был основан в 2008 году Юрием Альбертом, Виктором Скерсисом и Андреем Филипповым, а в 2015 в состав вошел Паруйр Давтян. В своих инсталляциях художники сталкивают несовместимые модели искусства, в процессе чего рождаются новые смыслы для восприятия зрителем.
В 2015 году в пространстве Stella Art Foundation была представлена инсталляция «Станционный смотритель». В этом проекте, через метафору метрополитена художники размышляют о возникновении различных художественных течений. Там же в 2017 артель «Купидон» представил тотальную инсталляцию «Шайка», рассматривающую искусство, как результат ошибок и непонимания.

## Царь горы
В 2014 году Юрий Альберт, Виктор Скерсисис, Андрей Филлипов и Паруйр Давтян основали группу «Царь горы», в рамках которой занимаются живописью и осмысляют её проблематику. Название группы возникало во время их совместной поездки на гору Святой Виктории, с которой Сезанн писал свою серию «Гора Сент-Виктуар». Философию группы участники описывают как: «Изображение воображаемого, воображение изображаемого, изображение
изображения, воображение воображаемого, изображение воображаемого изображения, воображение изображаемого воображаемого… — вот где зарыта собака творчества!»
В 2017 году их выставка «Аллегорические абстракции» была показана в Мультимедиа Арт Музее. В экспозицию вошли живописные работы, созданные на стыке абстракции и аллегорического академизма.

## ИПСИ
Летом 2018 года Паруйр Давтян стал исполняющим обязанности ректора Института проблем современного искусства в Москве, который окончил в 2010 году. Он возглавил протест студентов и сотрудников ИПСИ против самопровозглашенного ректора Светланы Калашниковой. Давтян добился её отстранения, начал искать новое помещение (прежнее было передано Третьяковской галерее и закрылось на реконструкцию) и открыл прием студентов на новый учебный год. В конце уходящего года он отказался от ректорских полномочий в пользу научного руководителя ИПСИ Стаса Шурипы.

## Персональные выставки
- 2021 "Споры". ILONA-K artspace. Москва.
- 2021 "Откровение чудесного пруда". Мультимедиа Арт Музей, Москва.
- 2020 "Как стать белым человеком". Галерея "Lazy Mike", Москва.
- 2019 "Сад внутренних камней". Государственный музей архитектуры им. Щусева. Москва.
- 2018 "Фаворский пес". ЦТИ «Фабрика», Москва.
- 2017 "Комната ожидания". Osnova Gallery. Москва.
- 2015 "Что есть искусство?" В рамках 6-й Московской Биеннале Современного Искусства. ГЦСИ, Музей декоративного прикладного искусства, Музей Москвы, Дарвиновский музей, Зверевский центр.
- 2011 "Look at me". White Gallery. Москва.
- 2010 "Ноль на бесконечность". ЦТИ «Фабрика». Москва.

## Групповые выставки
- 2021 биеннале "Искусство будущего". Мультимедиа Арт Музей, Москва.
- 2021 "Бывают странные сближения". ГМИИ им. А.С. Пушкина. Москва.
- 2021 Cosmoscow Art Fair. Стенд галереи "Lazy Mike", стенд МАММ, стенд Центра современного искусства "Сияние". Манеж. Москва.
- 2021 "И досадно мне стало, что у меня не было и не будет времени заняться искусством. Образы Ленина из коллекции Игоря Суханова". Музей современного искусства "Арт 4". Москва.
- 2019 "Московский концептуализм. Связь". Центр цифрового искусства "Artplay Media". Москва.
- 2018 Cosmoscow Art Fair. Стенд Lazy Mike. Гостиный двор. Москва
- 2018 Mad House. Multimedia Art Museum. Москва
- 2018 Моя прелесть волосы. ММОМА. Москва

## Избранные выставки в составе арт-групп (Эдельвейс, Купидон, Царь горы)
- 2018 Аллегорическая абстракция. Артель «Царь горы». Нижегородский кремль. Нижний Новгород.
- 2017 Аллегорические абстракции. Артель «Царь горы». Multimedia Art Museum
- Шайка. Артель «Купидон». Stella art foundation. Москва
- 2015 Станционный смотритель. Артель «Купидон». Stella art foundation. Москва
- Художественные сообщества Москвы. Артель «Царь горы». Музей Москвы
- 2014 Настурция. Артель «Эдельвейс». В рамках открытия премии Кандинского
- 2011 Чайная роза. Артель «Эдельвейс». Art+Art Gallery. Москва
- Виктория регия. Артель «Эдельвейс». МАММ. Москва